# 안조시
안조시(일본어: 安城市)는 일본 아이치현 니시미카와 지방에 있는 시이다.
아이치현의 거의 중앙에 위치하는 내륙 도시로 아이치현에서는 7번째로 많은 인구를 가진다. 1906년에 헤키카이군 안조촌과 주변 8개 촌이 합병해 정이 되었고 1952년에 아이치현의 13번째 시로 승격했다. 매년 여름에 열리는 안조 칠석 축제로 알려져 있다.
메이지 시대의 메이지 용수 개통으로 대규모 개간을 해 농업의 선진적인 대처를 했기 때문에 1920년대부터 1930년대에 걸쳐 농업 선진국인 덴마크에 비유해 "일본의 덴마크"로 불렸다. 현재는 자동차 공업을 중심으로 하는 기계공업이 번성하고 있다.

## 지리
나고야시에서 남동쪽으로 약 30km에 위치하고 남북으로 14.7km, 동서로 10km 정도의 길이이다. 오카자키 평야의 중앙, 야하기강의 서안에 위치하고 시역의 대부분을 옛 후지오카정에서 미카와만으로 계속되는 홍적대지가 완만한 경사를 그리며 종단한다. 한편 시 남동부는 야하기강과 야하기후루강에 의해 형성된 충적평야가 펼쳐져 있다. 이 때문에 시내의 최고점이 27.7m, 최저점이 0.5m로 높낮이 차이는 지극히 작다.
하천은 사루와타루강, 다카하마강, 야하기강 수계로 이루어져 있다. 또 시내 각처에는 메이지 시대에 산과 들을 깎아 만든 메이지 용수의 4개 간선·지선이 흘러 각각 가리야시, 지류시, 니시오시 등 주변 도시까지 계속된다. 시 남서부의 헤키난시와의 경계에는 호수와 늪이 있어 여러 강들이 흘러든다.
시가지는 안조역을 중심으로 북부에 형성되어 있고 이외 지역에는 취락이 점재한다. 교통은 국도 1호선과 국도 23호선이 동서로 횡단하고 도카이도 신칸센과 도카이도 본선, 나고야 철도 나고야 본선 등 동서를 묶는 철도 노선이 통과한다.
토지 이용은 2007년의 통계에 의하면 면적 86.01km2가운데 논이 33.09km2로 전체의 약 40% 미만을 차지하고 밭은 6.52km2로 약 8%로 면적의 절반 미만이 논밭으로 이용되고 있다. 그러나 최근에 택지 조성이 진행되고 있어 논밭의 감소와 함께 택지 면적이 증가하고 있다. 택지 면적은 22.49km2로 26%를 넘는다.
1976년부터 2004년까지의 30년 간 연평균 기온은 16.0℃이고 최고 기온은 36.9℃, 최저 기온은 ―3.9℃ 정도를 기록해 현내의 타시에 비해 여름은 덥고 겨울은 추운 내륙성 기후이다. 또 연평균 강수량은 1,283mm이다. 1922년 이후에 시내에서 기록된 최고 기온은 40.0℃(1995년 8월 5일), 최저 기온은 ―10.5℃(1989년 12월 28일)이며 하루 최대 강수량 기록은 364.5mm(1971년 8월 30일)이다.

## 역사
율령제가 시작되면서 안조시 지역은 미카와국 헤키카이군이 되었고, 11세기에는 이곳에 시키 장원, 헤키카이 장원과 같은 장원이 탄생했다. 13세기 후반 가마쿠라 시대에는 정토진종이 전해졌다.
무로마치 시대 중기인 1440년에는 안조성이 하타케야마 일족의 와다 신베이에 의해 축성되었지만 1471년에 마쓰다이라 노부미쓰가 공격해 성을 점거하였다. 1524년에 마쓰다이라 기요야스는 안조성에서 야마나카성 그리고 오카자키성으로 거성을 옮겼다. 안조성은 1562년에 오다씨와 도쿠가와씨 사이에 기요스 동맹이 체결된 후인 1562년에 폐성되었다고 여겨진다. 에도 시대에는 주로 시역의 동부는 오카자키번령, 서부는 가리야번령이 되었다. 나머지는 하타모토나 고케닌의 지행지였고 신사령도 일부 있었다. 헤키카이 대지 상에는 저수지가 많이 만들어져 각지에서 신전 개발이 진행되었다.
1869년 판적봉환으로 시게하라번과 시즈오카번이 성립했으며 폐번치현을 거쳐 1871년에 누카타현이 성립하였다. 1889년에는 도카이도 본선의 오카자키역과 가리야역 중간에 위치한 안조촌에 안조역이 개업하여 역전 취락이 형성되었다. 1906년에는 안조촌과 주변 8개 촌이 합병하면서 정으로 승격해 헤키카이군에서 최대 인구의 도시가 되었다.
안조정에는 농림학교 외에도 많은 농업 지도 기관이 이전·설치되어 농업의 다각화·공동화가 실시되어 일본의 농업 선진 지역으로 1920년대부터 1930년대에 걸쳐 "일본의 덴마크"로 불렸다. 또 1910년경부터 제사 공장이 차례차례로 지어져 제사업이 발전했지만 제사업의 쇠퇴와 함께 공장도 폐업했다. 1930년대에는 방적업이 융성했지만 1940년대에 방적 공장은 군수 공장으로 전환되었다.
1943년에는 메이지촌(현재의 시 남서부)에 일본 해군 메이지 항공기지가 설치되었다. 또 야하기정(현재의 시 북동부)에서 가미사토촌(현재의 도요타시 남부)에는 오카자키 항공기지가 설치되었다. 태평양 전쟁 중인 1944년에는 도난카이 지진이, 1945년에는 미카와 지진이 발생해 사쿠라이정과 메이지촌이 피해를 입었다. 그러나 전쟁의 피해는 거의 입지 않았다.
1952년에는 인구가 3만 5천 명에 이르러 시로 승격하였다. 이후 1955년에 메이지촌의 일부를, 1960년에 오카자키시의 일부를 편입, 합병했다. 1967년에는 사쿠라이정을 합병해 현재의 시역이 확정되었다. 공장 유치 조례로 다수의 공장을 유치해 안조시는 공업 도시로 발전하게 되었다.

## 교통

### 철도
- 도카이 여객철도
  - 도카이도 본선
  - 도카이도 신칸센

- 나고야 철도
  - 나고야 본선
  - 니시오선

### 도로
- 국도 제1호선
- 국도 제23호선

## 인구
| 연도 | 인구    | ±%     |
| ---- | ------- | ------ |
| 1940 | 46,737  | —      |
| 1950 | 61,037  | +30.6% |
| 1960 | 66,793  | +9.4%  |
| 1970 | 94,307  | +41.2% |
| 1980 | 123,843 | +31.3% |
| 1990 | 142,251 | +14.9% |
| 2000 | 158,824 | +11.7% |
| 2010 | 178,738 | +12.5% |